# 莎莎摘漿果
《莎莎摘漿果》（英語：Blueberries for Sal）是美國繪本作家羅勃·麥羅斯基創作的兒童繪本，出版於1948年。
本書獲得了1949年的凱迪克獎銀獎。

## 故事簡介
小女孩莎莎（Sal）和她的媽媽一同到山上去摘漿果，以便把漿果帶回去用作罐頭，為冬天作儲備。
莎莎邊摘漿果邊吃；另一方面，小熊和熊媽媽也出來吃漿果。莎莎吃飽了回去找媽媽時卻把熊媽媽發出的聲音誤認為自己媽媽，同樣地小熊也把莎莎媽媽的聲音當成是熊媽媽的，兩個媽媽都查覺到這不是自己的孩子。最終兩對母子得以團聚，各自下山回家去。

## 靈感
故事中兩個主要人物——莎莎和媽媽的原型可能來自於作者羅勃·麥羅斯基本人的妻子和女兒。

## 榮譽
《莎莎摘漿果》榮獲1949年的凱迪克獎銀獎。並先後入選1949年美國《號角書》雜誌年度好書、紐約公共圖書館「每個人都應該知道的100本圖畫書」、2001年美國《出版者周刊》「所有時代最暢銷童書」（精裝本）的第23名。